# Zmajevo
Zmajevo (izvirno srbsko Змајево; nemško Alt Keer) je naselje v Srbiji, ki upravno spada pod Občino Vrbas; slednja pa je del Južnobačkega upravnega okraja.

## Demografija
V naselju živi 3428 polnoletnih prebivalcev, pri čemer je njihova povprečna starost 39,2 let (37,3 pri moških in 41,1 pri ženskah). Naselje ima 1378 gospodinjstev, pri čemer je povprečno število članov na gospodinjstvo 3,16.
To naselje je, glede na rezultate popisa iz leta 2002, v glavnem srbsko, a v času zadnjih treh popisov je opazno zmanjšanje števila prebivalcev.
|  |

| Demografija | Demografija     | Demografija     |
| Leto        | Št. prebivalcev | Št. prebivalcev |
| ----------- | --------------- | --------------- |
|             |                 |                 |
|             |                 |                 |
|             |                 |                 |
|             |                 |                 |
| 1948        | 4717            |                 |
| 1953        | 4583            |                 |
| 1961        | 5212            |                 |
| 1971        | 4859            |                 |
| 1981        | 4773            |                 |
| 1991        | 4548            | 4438            |
| 2002        | 4495            | 4361            |
|             |                 |                 |

| Etnična sestava po popisu iz leta 2002 | Etnična sestava po popisu iz leta 2002 | Etnična sestava po popisu iz leta 2002 | Etnična sestava po popisu iz leta 2002 | Etnična sestava po popisu iz leta 2002 |
| -------------------------------------- | -------------------------------------- | -------------------------------------- | -------------------------------------- | -------------------------------------- |
| Srbi                                   | Srbi                                   |                                        | 3.177                                  | 72,85%                                 |
| Črnogorci                              | Črnogorci                              |                                        | 435                                    | 9,97%                                  |
| Madžari                                | Madžari                                |                                        | 306                                    | 7,01%                                  |
| Ukrajinci                              | Ukrajinci                              |                                        | 98                                     | 2,24%                                  |
| Romi                                   | Romi                                   |                                        | 61                                     | 1,39%                                  |
| Jugoslovani                            | Jugoslovani                            |                                        | 42                                     | 0,96%                                  |
| Albanci                                | Albanci                                |                                        | 32                                     | 0,73%                                  |
| Hrvati                                 | Hrvati                                 |                                        | 27                                     | 0,61%                                  |
| Slovaki                                | Slovaki                                |                                        | 26                                     | 0,59%                                  |
| Makedonci                              | Makedonci                              |                                        | 15                                     | 0,34%                                  |
| Rusini                                 | Rusini                                 |                                        | 4                                      | 0,09%                                  |
| Muslimani                              | Muslimani                              |                                        | 3                                      | 0,06%                                  |
| Bunjevci                               | Bunjevci                               |                                        | 2                                      | 0,04%                                  |
| Bošnjaki                               | Bošnjaki                               |                                        | 2                                      | 0,04%                                  |
| Čehi                                   | Čehi                                   |                                        | 1                                      | 0,02%                                  |
| Vlahi                                  | Vlahi                                  |                                        | 1                                      | 0,02%                                  |
| Neznano                                | Neznano                                |                                        | 0                                      | 0,0%                                   |